# 埃勒布羅克格拉本河

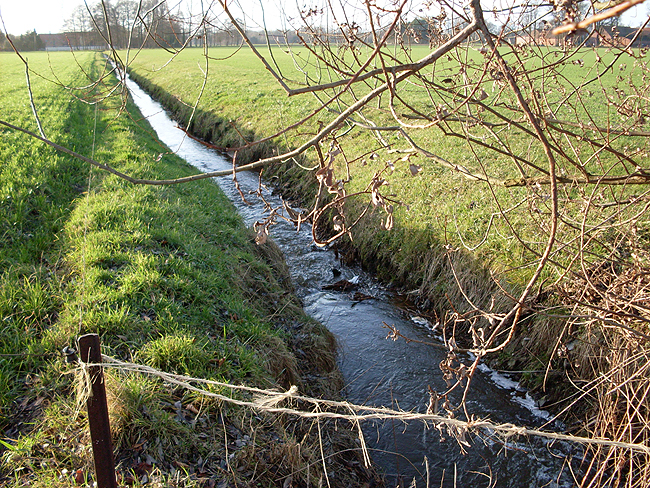

52°0′32.59″N 8°17′24.51″E / 52.0090528°N 8.2901417°E
埃勒布羅克格拉本河（德語：Ellerbrockgraben），是德國的河流，位於該國西部，流經北萊茵-威斯特法倫州，屬於雷達巴赫河的左支流，河道全長4.2公里，河畔城鎮有施泰因哈根。